# Rrëza e Kanalit
A Rrëza e Kanalit (albán ’a csatorna lába’) középhegység Albánia délnyugati részén, az Akrokerauni-hegyvidék északnyugati, mintegy 25 kilométer hosszan húzódó lánca a Jón-tenger északkeleti partvidékén, a Karaburun-félsziget és az Albán-Riviéra között. Legmagasabb pontja az 1499 méteres Shendëlli-hegy (Maja e Shendëlliut). Az északnyugat–délkeleti csapásirányú hegységet nyugatról a Jón-tenger, keletről a Dukati-sík határolja, délkeleti végpontján pedig a Llogara-hágó (1027 m) választja el a Lungara-hegységtől. Tektonikai szempontból a Sazan-öv felső kréta kori és paleogén mészkő-dolomit hegysége. A hegység lakatlan, közúthálózata nincs. Területének egésze a Karaburun Natúrpark része, partvidéke a Karaburun–Sazan Tengeri Nemzeti Park, délkeleti területei pedig a Llogarai Nemzeti Park oltalma alatt állnak.
A hegységet több turistaút szeli át, tengerpartján néhány – vízi úton megközelíthető – strand és búvárok számára kialakított merülőhely található. Jelentősebb természeti és kulturális értékei közé tartozik Duk Gjon barlangja (Shpella e Duk Gjonit), a középkori marmirói templom, az 1888-ban kialakított feruni vízvezeték (Ujësjellës i Ferunit) mint ipari műemlék, a Grama-öböl és ókori sziklafeliratai, a Szent András-öböl (Gjiri i Shën Ndreut), valamint a Llogarai Nemzeti Park területén a Bregasi-erdő (Pylli i Bregasit) barlangokkal, zsombolyokkal és sziklaformációkkal.
| A Rrëza e Kanalit főbb csúcsai                                                                                                   | A Rrëza e Kanalit főbb csúcsai | A Rrëza e Kanalit főbb csúcsai | A Rrëza e Kanalit főbb csúcsai                         |
| Hegy (magyarul) | Hegy (albánul)                 | Magasság (m)                   | Koordináta                                             |
| --- | ------------------------------ | ------------------------------ | ------------------------------------------------------ |
| Shendëlli-hegy | Maja e Shendëlliut             | 1499                           | é. sz. 40,2251°, k. h. 19,5259°40.225100°N 19.525900°E |
| Bredh-hegy | Maja e Bredhit                 | 1480                           | é. sz. 40,2174°, k. h. 19,5437°40.217400°N 19.543700°E |
| Gjipal-hegy | Maja e Gjipalit                | 1445                           | é. sz. 40,2085°, k. h. 19,5562°40.208500°N 19.556200°E |
| Hosszú-hegy | Maja e Gjatë                   | 1371                           | é. sz. 40,2406°, k. h. 19,5116°40.240600°N 19.511600°E |
| Val-hegy | Maja e Valit                   | 1363                           | é. sz. 40,2464°, k. h. 19,5053°40.246400°N 19.505300°E |
| Thanas-hegy | Maja e Thanasit                | 1352                           | é. sz. 40,1988°, k. h. 19,5739°40.198800°N 19.573900°E |
| Ali Hila-hegy | Maja e Ali Hilës               | 1323                           | é. sz. 40,2511°, k. h. 19,4892°40.251100°N 19.489200°E |
| Shtrunga e Gurit-hegy | Maja e Shtrungës së Gurit      | 1247                           | é. sz. 40,2595°, k. h. 19,4786°40.259500°N 19.478600°E |
| Kollovoçka-hegy | Maja e Kollovoçkës             | 1228                           | é. sz. 40,2645°, k. h. 19,4686°40.264500°N 19.468600°E |
| Forrás: Soviet military 1:50,000 scale topographic maps. Москва: Военно-топографическое управление Генерального щаба. 1977–1983. |                                |                                |                                                        |